# 朝比奈えり
朝比奈 えり（あさひな えり、1986年5月9日 - ）は、日本の元女優、元タレント。
東京都出身。スターダストプロモーションに所属していた。血液型はB型。
第2期プチエンジェルに選出されるなど、グラビアアイドルとしての活動も行っていた。
2002年から2003年にかけて、いとうあいこ、大沢舞子、肘井美佳、福岡サヤカとビジュアルユニット「Chao」として、いとうあいこ、西角茉美、肘井美佳、福岡サヤカ、宮崎瑠依とアイドルユニット「D★shues」として活動していたことがある。
その後は、女優としての活動に少しずつ重点を移した。

## 出演

### テレビドラマ
- 刑事☆イチロー（2003年、TBS）
- 17才夏。 第4話（2003年、土曜ナイトドラマ） - 白井麻美 役
- めだか（2004年、フジテレビ） - 山本えり 役
- 夜回り先生
- 財務捜査官 雨宮瑠璃子2（2005年、月曜ミステリー劇場 / TBS） - 吉井栞 役
- 銭湯の娘!?（2006年、TBS） - 安原夏子 役

### ラジオドラマ
- プレイワークスプロジェクト・ラジオドラマ第11弾 MY LITTLE HONDA - 小林ラン 役

### 舞台
- Kiss me you

## 出版

### 写真集
- エースをねらえ!（2002年1月、ぶんか社、撮影：SHOWN）ISBN 482112405X
- イタズラ（2002年11月、フォーブリック、撮影：上野勇）ISBN 489461927X

### イメージビデオ・DVD
- プチエンジェル（2002年1月、バップ）
- Freesia（2002年8月7日[2]、キングレコード）